# UEFA Futsal Championship 2014
L'UEFA Futsal Championship 2014 è stato il 9º campionato europeo per le squadre nazionali di calcio a 5, e si è disputato ad Anversa, in Belgio, dal 28 gennaio all'8 febbraio 2014.
Alla fase finale hanno partecipato 12 squadre divise in 4 gironi da 3 squadre. Le prime due classificate di ogni girone si sono qualificate per la fase a eliminazione diretta.

## Qualificazioni

Mappa delle squadre finaliste e le loro prestazioni

Il sorteggio delle qualificazioni si è svolto a Nyon, Svizzera, il 4 dicembre 2012 alle ore 14.00.
Le qualificazioni sono iniziate con una fase preliminare dal 22 al 27 gennaio 2013. Dal 26 al 31 marzo 2013 le vincitrici della prima fase e le nazionali esentate dal primo turno si sono giocate la qualificazione in sette gironi da quattro squadre. Le sette vincitrici dei gironi hanno raggiunto direttamente la fase finale, mentre le seconde classificate e la migliore terza si sono affrontate negli spareggi in programma tra il 17 e il 24 settembre 2013.

## Fase finale

### Scelta della sede
Oltre al Belgio, anche Lituania e Slovenia avevano presentato una propria candidatura per ospitare il Campionato del 2014. La decisione finale è stata presa l'8 dicembre 2011, alla riunione del Comitato Esecutivo UEFA a Venezia, in Italia.

### Impianti
| Impianto | Lotto Arena | Antwerp's Sportpaleis |
| -------- | ----------- | --------------------- |
| Foto     |             |                       |
| Città    | Anversa     | Anversa               |
| Capacità | 5.218       | 15.089                |

### Squadre qualificate
| Squadra     | Così dalle qualificazioni                    | Precedenti apparizioni al torneo                   |
| ----------- | -------------------------------------------- | -------------------------------------------------- |
| Belgio      | Ospitante                                    | 4 (1996, 1999, 2003, 2010)                         |
| Italia      | Vincitrice gruppo 1                          | 8 (1996, 1999, 2001, 2003, 2005, 2007, 2010, 2012) |
| Azerbaigian | Vincitrice gruppo 2                          | 2 (2010, 2012)                                     |
| Russia      | Vincitrice gruppo 3                          | 8 (1996, 1999, 2001, 2003, 2005, 2007, 2010, 2012) |
| Spagna      | Vincitrice gruppo 4                          | 8 (1996, 1999, 2001, 2003, 2005, 2007, 2010, 2012) |
| Portogallo  | Vincitrice gruppo 5                          | 6 (1999, 2003, 2005, 2007, 2010, 2012)             |
| Rep. Ceca   | Vincitrice gruppo 6                          | 6 (2001, 2003, 2005, 2007, 2010, 2012)             |
| Slovenia    | Vincitrice gruppo 7                          | 3 (2003, 2010, 2012)                               |
| Ucraina     | Vincitrice dello spareggio di qualificazione | 7 (1996, 2001, 2003, 2005, 2007, 2010, 2012)       |
| Romania     | Vincitrice dello spareggio di qualificazione | 2 (2007, 2012)                                     |
| Paesi Bassi | Vincitrice dello spareggio di qualificazione | 4 (1996, 1999, 2001, 2005)                         |
| Croazia     | Vincitrice dello spareggio di qualificazione | 3 (1999, 2001, 2012)                               |

### Convocazioni
Azerbaigian1 Laércio Buranello, 2 Seymur Məmmədov, 5 Felipe, 6 Eduardo Borges, 7 Rəcəb Fərəczadə, 8 Rizvan Fərzəliyev, 9 Amadeu Fernandes, 10 Biro Jade, 13 Elnur Qəmbərov, 14 Vitali Borisov, 15 Rafael Lira, 17 İsa Atayev, 18 Augusto, 19 Elnur Zamanov, CT: Alesio Da Silva
 Belgio1 David Morant, 2 Valentin Dujacquier, 3 Mustapha Harram, 4 Omar Rahou, 5 Ahmed Sababti, 6 Lúcio Rosa, 7 Karim Chaïbaï, 8 Liliu, 9 Saad Salhi, 10 Aziz Hitou, 11 Abdelhak El Ghaadaoui, 12 Pietro Benetti, 13 Jonathan Neukermans, 14 Mohamed Dahbi Reda, CT: Alain Dopchie
 Rep. Ceca1 Jakub Zdánský, 2 David Cupák, 3 Jiří Novotný, 4 Petr Oliva, 5 Michal Kovács, 6 Roman Mareš, 7 Lukáš Rešetár, 8 Marcel Rodek, 9 David Frič, 10 Michal Seidler, 12 Libor Gerčák, 13 Zdeněk Sláma, 14 Matěj Slováček, 18 Michal Belej, CT: Tomáš Neumann
 Croazia1 Ivo Jukić, 2 Matija Capar, 3 Jakov Grcić, 4 Kristijan Grbeša, 5 Nikola Pavić, 6 Saša Babić, 7 Franko Jelovčić, 8 Dario Marinović, 9 Alen Protega, 10 Tihomir Novak, 11 Josip Suton, 12 Marin Stojkić, 13 Vedran Matošević, 14 Gordan Duvančić, CT: Mato Stanković
 Italia1 Stefano Mammarella, 2 Marco Ercolessi, 3 Gabriel Lima, 4 Sergio Romano, 5 Luca Leggiero, 6 Humberto Honorio, 7 Massimo De Luca, 8 Vampeta, 9 Rodolfo Fortino, 10 Alex Merlim, 11 Saad Assis, 12 Michele Miarelli, 13 Daniel Giasson, 14 Murilo Ferreira, CT: Roberto Menichelli
 Paesi Bassi1 Pieter Grimmelius, 2 Oualid Saadouni, 3 Jamal El Ghannouti, 4 Nigel Wijdenbosch, 5 Mohamed Allouch, 6 Samir Makhoukhi, 7 Yoshua St. Juste, 8 Zaid El Morabiti, 9 Najib El Allouchi, 10 Mohamed Attaibi, 11 Amir Molkârâi, 12 Ennes van Maasbommel, 13 Mohamed Darri, 14 Karim Mossaoui, CT: Marcel Loosveld
 Portogallo1 João Benedito, 2 Bruno Coelho, 3 Fernando Leitão, 4 Pedro Costa, 5 Joel Queirós, 6 Arnaldo Pereira, 7 Fernando Cardinal, 8 Pedro Cary, 9 Gonçalo Alves, 10 Ricardinho, 11 João Matos, 12 André Sousa, 13 Ricardo Fernandes, 14 Cristiano Parreiro, CT: Jorge Braz
 Romania1 Vlad Iancu, 2 Florin Matei, 3 Florin Ignat, 4 Cristian Matei, 5 Ionuţ Movileanu, 6 Emil Răducu, 7 Robert Lupu, 8 Marian Șotărcă, 9 Ion Al-Ioani, 10 Dumitru Stoica, 11 Cosmin Gherman, 12 Andrei Grigoraş, 14 Szabolcs Manya, 15 László Szőcs, CT: Nelu Stancea
 Russia1 Ivan Poddubny, 2 Vladislav Šajachmetov, 3 Nikolaj Pereverzev, 4 Dmitrij Lyskov, 5 Sergej Sergeev, 6 Danil Kutuzov, 7 Pula, 8 Éder Lima, 9 Sergej Abramov, 10 Robinho, 11 Cirilo, 12 Gustavo, 13 Aleksandr Fukin, 14 Ivan Milovanov, CT: Sergej Skorovič
 Slovenia1 Damir Puškar, 2 Rok Mordej, 3 Dejan Bizjak, 4 Sebastijan Drobne, 5 Kristjan Čujec, 6 Uroš Kroflič, 7 Igor Osredkar, 8 Benjamin Melink, 9 Gašper Vrhovec, 10 Alen Fetić, 11 Aleš Vrabel, 12 Alen Mordej, 13 Gaj Rosič, 14 Tilen Štendler, CT: Andrej Dobovičnik
 Spagna1 Rafael Fernández, 2 Carlos Ortiz, 3 José Ruiz, 4 Jordi Torrás, 5 Jesús Aicardo, 6 Fernandão, 7 Pola, 8 Miguelín, 9 Sergio Lozano, 10 Rafael Usín, 11 Lin, 12 Juanjo Angosto, 13 Jesús Herrero, 14 Raúl Campos, CT: Venancio López
 Ucraina1 Jevhen Ivanjak, 2 Petro Šoturma, 3 Vitalij Kisel'ov, 4 Dmytro Bondar, 5 Mykola Bilocerkivec', 6 Jevhenij Valenko, 7 Maksym Pavlenko, 8 Yevgen Rogachov, 9 Dmytro Sorokin, 10 Dmytro Kločko, 11 Denys Ovsjannikov, 12 Kyrylo Cypun, 13 Oleksandr Sorokin, 16 Dmytro Lytvynenko, CT: Gennadiy Lysenchuk

### Sorteggio dei gruppi
Il sorteggio si è svolto venerdì 4 ottobre al Centrum Elzenveld di Anversa, alle 13:30. Il sorteggio è stato condotto da Giorgio Marchetti, direttore delle competizioni UEFA, insieme agli ex nazionali belgi Enzo Scifo e Marc Degryse.
| Urna 1                                                                             | Urna 2                                   | Urna 3                               |
| ---------------------------------------------------------------------------------- | ---------------------------------------- | ------------------------------------ |
| Belgio (ospitante, assegnata al gruppo A) Spagna (detentrice titolo) Italia Russia | Portogallo Rep. Ceca Azerbaigian Ucraina | Slovenia Croazia Romania Paesi Bassi |

## Fase a gironi

### Girone A
| Squadra | P.ti | G | V | N | P | GF | GS | DR |
| ------- | ---- | - | - | - | - | -- | -- | -- |
| Ucraina | 4    | 2 | 1 | 1 | 0 | 1  | 0  | +1 |
| Romania | 3    | 2 | 1 | 0 | 1 | 6  | 2  | +4 |
| Belgio  | 1    | 2 | 0 | 1 | 1 | 1  | 6  | -5 |

| Arbitri: | Alessandro Malfer Timo Onatsu Borut Šivic |

|               |           |                                                                                                |
| Rahou 23'33’’ | Marcatori | 3'23’’ Răducu 14'38’’ F. Matei 22'47’’ Lupu 32'11’’ Șotărcă 35'20’’ Iancu 39'20’’ (aut.) Salhi |

| Arbitri: | Ondřej Černý Kamil Çetin Marc Birkett |

|  |           |                 |
|  | Marcatori | 17'01’’ Sorokin |

| Anversa 1º febbraio 2014, ore 20:45 UTC+1 | Ucraina                                              | 0 – 0 referto | Belgio | Lotto Arena\| Arbitri: \| Saša Tomić Fernando Gutiérrez Lumbreras Marc Birkett \| |
| Arbitri:                                  | Saša Tomić Fernando Gutiérrez Lumbreras Marc Birkett |               |        |                                                                                   |

### Girone B
| Squadra     | P.ti | G | V | N | P | GF | GS | DR  |
| ----------- | ---- | - | - | - | - | -- | -- | --- |
| Russia      | 4    | 2 | 1 | 1 | 0 | 11 | 5  | +6  |
| Portogallo  | 4    | 2 | 1 | 1 | 0 | 9  | 4  | +5  |
| Paesi Bassi | 0    | 2 | 0 | 0 | 2 | 1  | 12 | -11 |

| Arbitri: | Fernando Gutiérrez Lumbreras Marc Birkett Kamil Çetin |

|                                                                                               |           |                 |
| Cirilo 3'00’’, 11'30’’ Lyskov 9'04’’ É. Lima 14'34'’, 34'19’’ Sergeev 20'25’’ Robinho 22'16’’ | Marcatori | 27'54’’ Attaibi |

| Arbitri: | Saša Tomić Borut Šivic Alessandro Malfer |

|  |           |                                                                       |
|  | Marcatori | 6'44’’ Matos 13'18’’ Queirós 36'51’’ Cardinal 38'10’’, 39'08’’ Coelho |

| Arbitri: | Timo Onatsu Alessandro Malfer Pascal Lemal |

|                                                                   |           |                                                             |
| Ricardinho 23'02’’ G. Alves 29'26’’, 34'33’’ Fukin 32'07’’ (aut.) | Marcatori | 23'29’’ Abramov 24'35’’ Pereverzev 30'45’’, 35'22’’ É. Lima |

### Girone C
| Squadra     | P.ti | G | V | N | P | GF | GS | DR |
| ----------- | ---- | - | - | - | - | -- | -- | -- |
| Italia      | 3    | 2 | 1 | 0 | 1 | 9  | 3  | +6 |
| Slovenia    | 3    | 2 | 1 | 0 | 1 | 9  | 9  | 0  |
| Azerbaigian | 3    | 2 | 1 | 0 | 1 | 7  | 13 | -6 |

| Arbitri: | Oleh Ivanov Gerald Bauernfeind Sebastian Stawicki |

|                              |           |                                                |
| Fortino 23'01’’ Saad 39'29’’ | Marcatori | 10'09’’ Vrhovec 25'11’’ Čujec 38'46’’ Osredkar |

| Arbitri: | Eduardo Fernandes Coelho Bogdan Sorescu Pascal Lemal |

|                                                                              |           |                                                                                                  |
| Vrhovec 1'14’’, 19'45’’, 29'05’’ Čujec 17'35’’ Kroflič 25'39’’ Fetić 36'32’’ | Marcatori | 0'24’’ Amadeu 24'26’’, 38'32’’ Rafael 29'20’’ Borisov 31'59’’ Augusto 35'37’’ Felipe 39'33’’ Edu |

| Arbitri: | Mark Birkett Ondřej Čern Balász Farkas |

|  |           | |
|  | Marcatori | 1'33’’ Romano 3'22’’ Fortino 15'44’’ Honorio 24'45’’ Vampeta 26'57’’ G. Lima 30'58’’ Mammarella 39'30’’ Miarelli |

### Girone D
| Squadra   | P.ti | G | V | N | P | GF | GS | DR |
| --------- | ---- | - | - | - | - | -- | -- | -- |
| Spagna    | 4    | 2 | 1 | 1 | 0 | 11 | 4  | +7 |
| Croazia   | 2    | 2 | 0 | 2 | 0 | 6  | 6  | 0  |
| Rep. Ceca | 1    | 2 | 0 | 1 | 1 | 4  | 11 | -7 |

| Arbitri: | Pascal Lemal Balázs Farkas Bogdan Sorescu |

|                                      |           |                                             |
| Aicardo 15'15’’ Lin 26'14’’, 27'06’’ | Marcatori | 9'44’’ Babić 17'20’’ Jelovčić 37'38’’ Capar |

| Arbitri: | Ivan Šabanov Marc Birkett Oleh Ivanov |

|                                                  |           |                                            |
| Jelovčić 13'17’’ Marinović 15'37’’ Capar 38'20’’ | Marcatori | 8'39’’ Novotný 20'28’’ Mareš 23'58’’ Belej |

| Arbitri: | Bogdan Sorescu Eduardo Fernandes Coelho Ivan Šabanov |

|               |           | |
| Belej 25'09’’ | Marcatori | 6'13’’, 22'25’’ Fernandão 19'51’’ (rig.) 36'06’’ Lozano 24'39’’ Ortiz 32'14’’ J. Ruiz 34'03’’ Campos 37'03’’ Pola |

## Fase a eliminazione diretta
|  | Quarti di finale | Quarti di finale |              |        | Semifinali                | Semifinali                |  |  | Finale     | Finale |
|  |                  |                  |              |        |                           |                           |  |  |            |        |
|  | 3 febbraio       |                  |              |        |                           |                           |  |  |            |        |
|  |                  |                  |              |        |                           |                           |  |  |            |        |
|  | Ucraina          | 1                |              |        |                           |                           |  |  |            |        |
|  | Ucraina          | 1                | 6 febbraio   |        |                           |                           |  |  |            |        |
|  | Portogallo       | 2                |              |        |                           |                           |  |  |            |        |
|  | Portogallo       | 2                | Portogallo   | 3      |                           |                           |  |  |            |        |
|  | 4 febbraio       |                  | Portogallo   | 3      |                           |                           |  |  |            |        |
|  |                  | Italia           | 4            |        |                           |                           |  |  |            |        |
|  | Italia           | Italia           | 4            | 2      |                           |                           |  |  |            |        |
|  | Italia           |                  | 8 febbraio   | 2      |                           |                           |  |  |            |        |
|  | Croazia          | 1                |              |        |                           |                           |  |  |            |        |
|  | Croazia          | 1                | Italia       | 3      |                           |                           |  |  |            |        |
|  | 3 febbraio       |                  | Italia       | 3      |                           |                           |  |  |            |        |
|  |                  | Russia           | 1            |        |                           |                           |  |  |            |        |
|  | Romania          | Russia           | 1            | 0      |                           |                           |  |  |            |        |
|  | Romania          | 6 febbraio       |              | 0      |                           |                           |  |  |            |        |
|  | Russia           | 6                |              |        |                           |                           |  |  |            |        |
|  | Russia           | 6                | Russia (dts) | 4      | Finale per il terzo posto | Finale per il terzo posto |  |  |            |        |
|  | 4 febbraio       |                  | Russia (dts) | 4      | Finale per il terzo posto | Finale per il terzo posto |  |  |            |        |
|  |                  | Spagna           | 3            |        |                           |                           |  |  |            |        |
|  | Slovenia         | Spagna           | 3            | 0      | Portogallo                | 4                         |  |  |            |        |
|  | Slovenia         |                  |              | 0      | Portogallo                | 4                         |  |  |            |        |
|  | Spagna           | 4                |              | Spagna | 8                         |                           |  |  |            |        |
|  | Spagna           | 4                |              |        | 8                         |                           |  |  |            |        |
|  |                  |                  |              |        |                           |                           |  |  | 8 febbraio |        |
|  |                  |                  |              |        |                           |                           |  |  |            |        |

### Quarti di finale
| Arbitri: | Balázs Farkas Pascal Lemal Gerald Bauernfeind |

|                 |           |                          |
| Valenko 12'08’’ | Marcatori | 2'48’’, 22'50’’ Cardinal |

| Arbitri: | Borut Šivic Kamil Çetin Sebastian Stawicki |

|  |           |                                                                                    |
|  | Marcatori | 2'41’’ Robinho 7'50’’ Šajachmetov 8'12’’, 15'30’’, 36'47’’ É. Lima 33'25’’ Sergeev |

| Arbitri: | Fernando Gutierréz Lombreras Bogdan Sorescu Timo Onatsu |

|                              |           |                 |
| Romano 0'46’’ Fortino 9'10’’ | Marcatori | 6'54’’ Jelovčić |

| Arbitri: | Alessandro Malfer Ondřej Černý Eduardo Fernandes Coelho |

|  |           |                                                         |
|  | Marcatori | 11'40’’ Fernandão 17'26’’ Usín 36'50’’, 39'48’’ Aicardo |

### Semifinali
| Arbitri: | Ondřej Černý Marc Birkett Kamil Çetin |

|                                                    |           |                                                        |
| Ricardinho 12'57’’ Arnaldo 18'33’’ Queirós 34'36’’ | Marcatori | 0'59’’, 30'22’’ G. Lima 22'42’’ Romano 34'21’’ Fortino |

| Arbitri: | Saša Tomić Timo Onatsu Balázs Farkas |

|                                                              |           |                                            |
| Sergeev 22'20’’ Lyskov 26'03’’ Fukin 26'43’’ Robinho 48'54’’ | Marcatori | 16'11’’ Pola 26'22’’ Usín 37'57’’ Miguelín |

### Finale 3º posto
| Arbitri: | Alessandro Malfer Ondřej Černý Timo Onatsu |

|                                                                 |           | |
| Ricardinho 7'10'’ Cary 11'40'’ P. Costa 25'07'’ Queirós 35'29'’ | Marcatori | 4'46'’, 37'47'’ Fernandão 6'06'’ J. Ruíz 6'45'’ Lozano 16'43'’ Miguelín 17'35'’ Usín 19'13'’ Campos 39'45'’ Pola |

### Finale
| Arbitri: | Fernando Gutiérrez Lumbreras Saša Tomić Marc Birkett |

|                                                  |           |                 |
| G. Lima 06'02’’ Ferreira 13'50’’ Giasson 18'56’’ | Marcatori | 09'33’’ É. Lima |

## Classifica marcatori
| Gol |  |  | Giocatore           | Squadra     |
| --- |  |  | ------------------- | ----------- |
| 8   |  |  | Eder Lima (4)       | Russia      |
| 5   |  |  | Fernandão (0)       | Spagna      |
| 4   |  |  | Gabriel Lima (3)    | Italia      |
| 4   |  |  | Rodolfo Fortino (2) | Italia      |
| 4   |  |  | Gašper Vrhovec (0)  | Slovenia    |
| 3   |  |  | Ricardinho (5)      | Portogallo  |
| 3   |  |  | Sergio Lozano (3)   | Spagna      |
| 3   |  |  | Sergej Sergeev (3)  | Russia      |
| 3   |  |  | Robinho (3)         | Russia      |
| 3   |  |  | Franko Jelovčić (2) | Croazia     |
| 3   |  |  | Cardinal (2)        | Portogallo  |
| 3   |  |  | Pola (2)            | Spagna      |
| 3   |  |  | Aicardo (1)         | Spagna      |
| 3   |  |  | Sergio Romano (0)   | Italia      |
| 3   |  |  | Joel Queirós (0)    | Portogallo  |
| 3   |  |  | Rafael Usín (0)     | Spagna      |
| 2   |  |  | Kristjan Čujec (2)  | Slovenia    |
| 2   |  |  | Miguelín (2)        | Spagna      |
| 2   |  |  | Raúl Campos (2)     | Spagna      |
| 2   |  |  | Cirilo (1)          | Russia      |
| 2   |  |  | Dmitri Lyskov (1)   | Russia      |
| 2   |  |  | Michal Belej (0)    | Rep. Ceca   |
| 2   |  |  | Rafael (0)          | Azerbaigian |
| 2   |  |  | Matija Capar (0)    | Croazia     |
| 2   |  |  | Lin (0)             | Spagna      |
| 2   |  |  | Gonçalo Alves (0)   | Portogallo  |
| 2   |  |  | Bruno Coelho (0)    | Portogallo  |
| 2   |  |  | José Ruíz (0)       | Spagna      |

Tra parentesi è indicato il numero di assist forniti.
Il miglior assistman è Ricardinho, con 5 assist.

## Classifica finale
| Pos. | Squadra     |
| ---- | ----------- |
|      | Italia      |
|      | Russia      |
|      | Spagna      |
| 4    | Portogallo  |
| 5    | Ucraina     |
| 5    | Romania     |
| 5    | Slovenia    |
| 5    | Croazia     |
| 9    | Azerbaigian |
| 9    | Belgio      |
| 9    | Rep. Ceca   |
| 9    | Paesi Bassi |

## Premi
- Scarpa d'Oro:  Éder Lima[6]
- Miglior giocatore del torneo:  Gabriel Lima